# Requiem (Tüür)
Requiem (in memoriam Peeter Lilje) is een compositie van Erkki-Sven Tüür. Tüür schreef het werk ter nagedachtenis aan Peeter Lilje, de Estse dirigent van het Este Staats Symfonieorkest. Hij kwam in 1993 te overlijden. Tüür gebruikte de originele delen van het requiem slechts ten dele en smolt het om tot een eendelig werk. Hijzelf schreef dat het "Kyrie" en "Dies Irae" nog duidelijk herkenbaar zijn, maar dat andere oorspronkelijke delen minder eenvoudig te onderscheiden zijn.
De orkestratie is beperkt gehouden:
- sopraan, tenor
- gemengd koor
- triangel, piano
- violen, altviolen, celli contrabassen